# Olaf Sanders
Olaf Sanders (* 1967) ist ein deutscher Erziehungswissenschaftler und Hochschullehrer.

## Leben
Sanders studierte von 1988 bis 1996 an der Universität Hamburg Erziehungswissenschaft, Philosophie und Soziologie. 1998 wurde er in Hamburg mit einer Arbeit über Romantik, Zerstörung und Pop im Fach Erziehungswissenschaft promoviert und war dort dann von 1999 bis 2004 als Wissenschaftlicher Assistent tätig. Von 2004 bis 2012 lehrte er als Studienrat im Hochschuldienst an der Universität zu Köln und habilitierte sich dort 2010 mit einer Arbeit über Gilles Deleuzes Pädagogiken. Nach einer Lehrstuhlvertretung für Allgemeine Pädagogik an der Eberhard Karls Universität Tübingen von 2012 bis 2013 wurde er 2013 als Professor für Systematische Erziehungswissenschaft an die Technische Universität Dresden berufen. Im Wintersemester 2013/14 lehrte er parallel auch als Gastprofessor am Institut für Medien- und Kommunikationswissenschaft der Universität Klagenfurt. Seit Ende 2016 ist er Professor für Erziehungswissenschaft, insbesondere Bildungs- und Erziehungstheorie sowie philosophische Grundlagen an der Helmut-Schmidt-Universität (HSU), Universität der Bundeswehr Hamburg. Seine Arbeitsschwerpunkte sind Bildungsphilosophie, Theorien populärer Kulturen und Medien sowie Filmbildungsforschung. Von 2005 bis 2017 lehrte er zudem an der Hochschule für Musik und Tanz Köln das Fach Pädagogik.

## Publikationen (Auswahl)
- Romantik, Zerstörung, Pop. Studien zu einer Theorie der Selbstbildung. [zugl. Diss. von 1998] Leske und Budrich, Opladen 2000, ISBN 978-3-8100-2353-7
- Bildung/Transformation. Kulturelle und gesellschaftliche Umbrüche aus bildungstheoretischer Perspektive. Herausg. zusammen mit Werner Friedrichs, transcript Verlag, Bielefeld 2002, ISBN 978-3-8394-0094-4
- Bildung der Universität. Beiträge zum Reformdiskurs. Herausg. zusammen mit Andrea Liesner, transcript Verlag, Bielefeld 2005, ISBN 978-3-8394-0316-7
- Bewegungsbilder nach Deleuze. Herausg. zusammen mit Rainer Winter, Herbert von Halem Verlag, Köln 2015 [1. Aufl.], ISBN 978-3-86962-094-7
- Greatest Misses. Über Deleuze, Bildung, Film, neuere Medien etc. Katzenberg-Verlag, Hamburg 2015 [1. Aufl.], ISBN 978-3-942222-05-1
- mit Frank Beiler, Thomas Jung u. Phillipp Thomas: Kleine Theorie der unbedingten Schule. Katzenberg-Verlag, Hamburg 2015, ISBN 978-3-942222-06-8
- Bildungsprozesse und Fremdheitserfahrung. Beiträge zu einer Theorie transformatorischer Bildungsprozesse. Herausg. zusammen mit Hans-Christoph Koller u. Winfried Marotzki, transcript Verlag, Bielefeld 2015, ISBN 978-3-89942-588-8
- Ambivalenzwucherungen. Breaking Bad aus bildungs-, kultur- und sozialwissenschaftlichen Blickwinkeln. Herausg. zusammen mit Anja Besand u. Mark Arenhövel, Herbert von Halem Verlag, Köln 2016, ISBN 978-3-86962-183-8
- Wissenssümpfe. Die Fernsehserie True Detective aus sozial- und kulturwissenschaftlichen Blickwinkeln. Herausg. zusammen mit Anja Besand u. Mark Arenhövel, Springer Fachmedien, Wiesbaden 2017 [1. Aufl], ISBN 978-3-658-13590-4
- Väter allerlei Geschlechts. Generationenverhältnisse und Autoritätsfiguren in Fernsehserien. Herausg. zusammen mit Anja Besand u. Mark Arenhövel, Springer Fachmedien, Wiesbaden 2017 [1. Aufl], ISBN 978-3-658-16424-9
- Bildung und Politik nach dem Spätkapitalismus. Herausg. mit  Carsten Bünger u. Sabrina Schenk, Argument Verlag, Hamburg 2018, ISBN 978-3-86754-506-8